# Bitterness the Star
Bitterness the Star es el álbum debut de la banda alasquense de metalcore 36 Crazyfists para Roadrunner Records. Es el único álbum de 36 Crazyfists con la advertencia Parental Advisory. Para Brock Lindow este álbum trata "principalmente sobre relaciones". La banda cree que el álbum "no recibió un gran empujón de la discográfica" puesto que la comunicación entre banda y discográfica no era buena. Para promocionarlo, se realizaron giras con bandas como Candiria, God Forbid, Chimaira, Diecast, Killswitch Engage y Five Pointe O. La canción Slit Wrist Theory fue lanzada como single.

## Lista de canciones
1. "Turns To Ashes"
2. "One More Word"
3. "An Agreement Called Forever"
4. "Eight Minutes Upside Down"
5. "Slit Wrist Theory"
6. "Bury Me Where I Fall"
7. "Dislocate"
8. "Two Months From A Year"
9. "Chalk White"
10. "All I Am"
11. "Ceramic"
12. "Circle The Drain"
13. "Left Hand Charit"

## Créditos

### 36 Crazyfists
- Brock Lindow - Voz
- Steve Holt -  Guitarra eléctrica,Voz
- Mick Whitney - Bajo
- Thomas Noonan - Batería, Percusión

### Colaboraciones
- Carl Severson - Voces adicionales en "One More Word".
- Steev Esquivel - Voces adicionales en "Bury Me Where I Fall".

### Producción
- Eddie Wohl - producción , ingeniería, mezcla
- Rob Caggiano - producción , ingeniería, mezcla
- Steve Regina - producción , ingeniería, mezcla
- Paul Orofino - ingeniería
- Ted Jensen - remasterizado
- Tom Simpson - media
- Daniel Moss - fotografía
- Brooke Fasani - fotografía